# Pierluigi Casiraghi
Pierluigi Casiraghi (Monza, 4 marzo 1969) è un allenatore di calcio ed ex calciatore italiano di ruolo attaccante.
Nel 1994 è stato vicecampione del mondo con la nazionale italiana.

## Biografia
Sposato con Barbara Lietti, i due sono diventati genitori di Andrea (nel 1997) e Chiara (nel 2001); il figlio maschio ha intrapreso la carriera di calciatore come ala sinistra arrivando fino alla Serie D. Dopo la sua ultima esperienza di allenatore datata 2017, ha aperto un complesso sportivo dedicato al padel a Milano.
Nel 2023 sua figlia Chiara ha sposato il calciatore Joaquín Correa.

## Caratteristiche tecniche

### Giocatore
«Centravanti d'area di rigore», in giovane età si segnalò come uno dei pochi giocatori italiani con caratteristiche simili a quelle di Roberto Boninsegna, pur denotando qualche imprecisione sul piano realizzativo. Molto dotato sul piano fisico e atletico, compensava una tecnica poco raffinata con l'abilità nel gioco aereo, l'efficacia in acrobazia e la capacità di svariare sul fronte d'attacco, mettendosi a disposizione della squadra e risultando prezioso per la sua tendenza a creare spazi ai compagni e nel prendere a sportellate le difese avversarie, con vigorosi contrasti quasi da stopper e aggressivi pressing.

## Carriera

### Giocatore

#### Club

##### Monza

Casiraghi (a destra) al Monza, assieme a Gianluca Gaudenzi, nella stagione 1988-1989

Cresce nel settore giovanile del Monza, la squadra della sua città, e nella stagione 1985-1986 viene aggregato alla prima squadra. Esordisce il 21 agosto 1985, a soli 16 anni, nella gara di Coppa Italia Monza-Fiorentina (0-3), quando al 72' subentra a Roberto Antonelli. Due mesi dopo, il 20 ottobre 1985, fa il suo esordio in Serie B durante l'incontro Arezzo-Monza (1-0). Il 1º giugno 1986, a 17 anni, realizza il suo primo gol in carriera nella gara della 36ª giornata di campionato persa 3-1 in trasferta contro il Pescara. Casiraghi ottiene 14 presenze stagionali ma il Monza, arrivato ultimo, retrocede in Serie C1.
All'inizio della stagione successiva, 3 settembre 1986, realizza una doppietta decisiva nella gara di Coppa Italia vinta 2-0 contro la Sampdoria. Conclude la stagione 1986-1987 con 25 presenze e 6 reti in campionato.
Nella stagione 1987-1988, grazie alle sue 12 reti in campionato, è uno dei protagonisti della promozione in Serie B della squadra brianzola, che con l'allenatore Pierluigi Frosio vince anche la Coppa Italia Serie C nella quale Casiraghi realizza 2 gol.
Nel campionato seguente, realizza 9 gol in Serie B e forma con Maurizio Ganz la coppia offensiva del Monza che centra l'obbiettivo della salvezza.

##### Juventus
Arriva alla Juventus nella stagione 1989-1990, per 6,4 miliardi di lire. Sotto la guida tecnica di Dino Zoff fa il suo esordio in Serie A il 27 agosto 1989, a 20 anni, in Juventus-Bologna (1-1) quando al 58' subentra a Salvatore Schillaci. Nella prima stagione torinese totalizza 23 presenze in campionato segnando 4 reti: la prima in A il 6 settembre 1989 in Juventus-Fiorentina 3-1. Risulta tra i maggiori protagonisti nei due percorsi, entrambi vittoriosi, di coppa: realizza la doppietta che fissa sul 2-0 il risultato dell'andata della semifinale di Coppa Italia disputata a Torino il 31 gennaio 1990, ai danni della Roma e una delle tre reti bianconere nell'andata della finale di Coppa UEFA Juventus-Fiorentina 3-1, svoltasi sempre a Torino il 2 maggio 1990.
La stagione seguente vede l'arrivo sulla panchina bianconera di Luigi Maifredi, scelta che rappresenta una rottura dal punto di vista sia tradizionale che tattico. Il giovane Casiraghi continua a segnare reti importanti come quella del vantaggio nell'andata della semifinale di Coppa delle Coppe disputata sul campo del Barcellona il 10 aprile 1991, persa poi per 3-1.

Casiraghi in azione alla Juventus nel corso dell'annata 1990-1991

Al sostanziale fallimento dell'idea-Maifredi (la Juventus non raggiunge neanche un piazzamento utile per la Coppa UEFA) fa seguito il ritorno di Giovanni Trapattoni che riporta la squadra a livelli altamente competitivi: il secondo posto in campionato, al quale Casiraghi contribuisce con 7 reti, e la finale di Coppa Italia persa contro il Parma.
Nella stagione successiva l'organico d'attacco della Juventus si amplia notevolmente: arrivano infatti Gianluca Vialli dalla Sampdoria e Fabrizio Ravanelli dalla Reggiana. Inoltre la squadra bianconera dispone di centrocampisti offensivi quali Roberto Baggio e Andreas Möller, pertanto lo spazio disponibile per Casiraghi diminuisce progressivamente: spesso è in panchina e non entra neanche a partita in corso come, ad esempio, nella vittoriosa doppia finale di Coppa UEFA. Alla fine della stagione le presenze globali sono 29 e le reti solo 5: Casiraghi, già da oltre due anni nel giro della nazionale, ha bisogno di una squadra che punti esplicitamente anche su di lui.

##### Lazio
Il 6 agosto 1993 si accorda con la Lazio con la formula del prestito oneroso per 1,5 miliardi di lire più il diritto di riscatto a 10 miliardi di lire: a Roma sulla panchina biancoceleste c'è Dino Zoff, tecnico che già conosce l'attaccante brianzolo per averlo allenato a Torino nella stagione 1989-1990. Nella prima stagione fa coppia con Giuseppe Signori segnando solo 4 reti in 26 partite.
Al passare dei mesi l'intesa con l'attaccante bergamasco migliora sempre più: Casiraghi riesce ad aprire ampi spazi per le incursioni di Signori che vince per la seconda volta consecutiva la classifica dei cannonieri.
Nella stagione successiva la squadra viene affidata a Zdeněk Zeman, mentre l'attacco biancoceleste viene rinforzato con l'innesto di Alen Bokšić. In 34 partite di campionato Casiraghi mette a segno 12 reti tra le quali la quaterna, il 5 marzo 1995, nell'8-2 ai danni della Fiorentina e un memorabile goal in acrobazia il 23 aprile dello stesso anno nel derby di ritorno che fissa il risultato sul 2-0 in favore dei biancocelesti.
Nella terza stagione in biancoceleste - la migliore dal punto di vista realizzativo anche globalmente - in campionato sigla 14 reti in 28 presenze.
Nella stagione 1996-1997 la Lazio di Zeman non convince nel girone di andata, infatti dalla 19ª giornata (il 2 febbraio 1997) sulla panchina torna Zoff. Casiraghi dà comunque il suo apporto e in 24 presenze realizza 8 reti.
Nella stagione 1997-1998 arrivano dalla Sampdoria l'allenatore Sven-Göran Eriksson e il giocatore bandiera Roberto Mancini: Casiraghi viene impiegato 28 volte ma molto spesso entra a partita in corso, realizzando solo 3 reti (di cui una nel 3-1 in occasione del derby del 2 novembre 1997); è comunque protagonista, con 4 reti in 10 partite, nella cavalcata in Coppa UEFA che porta la Lazio a disputare la sua prima finale europea, persa a Parigi contro l'Inter. A fine stagione la Lazio e Casiraghi vincono comunque un trofeo: la Coppa Italia.

##### Chelsea
Nell'estate del 1998, a 29 anni, approda al Chelsea, in Inghilterra, per la cifra di circa 5,5 milioni di sterline. In quel periodo i Blues sono una squadra a trazione italiana: oltre a Gianfranco Zola, Casiraghi ritrova i suoi ex compagni Gianluca Vialli (nella doppia veste di giocatore-allenatore) e Roberto Di Matteo, con i quali aveva giocato rispettivamente nella Juventus e nella Lazio. Dopo poche settimane di permanenza a Londra arriva il primo trofeo: è la Supercoppa europea vinta il 28 agosto a Monte Carlo ai danni del Real Madrid.
L'8 novembre 1998 si frattura il ginocchio in più punti in seguito a uno scontro con Shaka Hislop, portiere del West Ham Utd. La gravità dell'infortunio è tale che, nonostante i numerosi interventi chirurgici, Casiraghi non riesce a recuperare ed è costretto ad abbandonare il calcio giocato, in seguito al licenziamento da parte del Chelsea avvenuto il 4 agosto 2000, a soli 31 anni.

#### Nazionale

Casiraghi in maglia azzurra nel 1996, alle prese con un avversario della nel corso delle qualificazioni al Mondiale 1998.

Convocato dal CT Azeglio Vicini, Casiraghi fa il suo esordio in nazionale il 13 febbraio 1991, ancora prima di compiere 22 anni, in occasione della partita amichevole Italia-Belgio (0-0) disputata a Terni. Realizza il suo primo gol in nazionale il 19 febbraio 1992, nella gara amichevole vinta per 4-0 contro San Marino a Cesena.
Con il CT Arrigo Sacchi fa parte dei 22 convocati per il campionato del mondo 1994, dove diviene vicecampione del Mondo scendendo in campo tre volte, sempre da titolare, al fianco di Roberto Baggio: nelle gare della fase a gironi contro la Norvegia e il Messico, e nella semifinale vinta per 2-1 contro la Bulgaria.
Divenuto il centravanti titolare, viene convocato anche per il campionato d'Europa 1996, dove nella prima gara del girone realizza la doppietta decisiva nella vittoria per 2-1 contro la Russia. Tuttavia, lui ed altri giocatori vengono lasciati in panchina da Sacchi nella seconda gara, persa contro la Rep. Ceca, e la nazionale viene eliminata nella fase a gironi dopo il pareggio contro la Germania nell'ultima partita.
Il 15 novembre 1997 a Napoli realizza la rete decisiva contro la Russia (1-0) nella partita di ritorno degli spareggi per accedere al campionato del mondo 1998. La sua ultima partita in azzurro è l'amichevole del 22 aprile 1998 contro il Paraguay (3-1), nella quale subentra a Christian Vieri nella ripresa; a fine stagione non viene infatti convocato dal CT Cesare Maldini per la fase finale del Mondiale disputato in Francia.
In nazionale ha totalizzato 13 gol in 44 presenze.

### Allenatore
Il 17 luglio 2001 comincia ad allenare nel Monza, occupandosi del settore giovanile. Il 20 maggio 2003 ottiene il primo incarico tra i professionisti, diventando allenatore del Legnano (Serie C2, girone A). Viene esonerato il 24 marzo 2004. Il 16 luglio 2006 torna al Monza quale coordinatore del settore giovanile, fino a quando, il 24 luglio, a soli 37 anni, viene scelto dai commissari della FIGC Guido Rossi e Demetrio Albertini per sostituire Claudio Gentile sulla panchina della nazionale Under-21, e avrà anche la responsabilità dell'Under-20.
Sotto la sua direzione l'Under-21 si qualifica all'Europeo 2007 nei Paesi Bassi, dove viene eliminata nel girone, ma riesce a ottenere comunque la qualificazione ai Giochi olimpici di Pechino 2008, superando il Portogallo in uno spareggio conclusosi ai tiri di rigore. In preparazione dei Giochi, guida la nazionale olimpica alla vittoria nel Torneo di Tolone 2008. Ai Giochi olimpici disputati in Cina la nazionale olimpica guidata da Casiraghi raggiunge i quarti di finale, dove viene eliminata dal Belgio. Si qualifica anche all'Europeo 2009 in Svezia, dove questa volta l'Under-21 supera la prima fase. Gli azzurrini vengono eliminati in semifinale perdendo per 1-0 con la Germania poi vincitrice del torneo.
Infine, a causa della mancata qualificazione all'Europeo 2011 e ai Giochi olimpici di Londra 2012 dopo l'eliminazione ai play-off contro la Bielorussia, il 20 ottobre 2010 lascia la guida tecnica della'Under-21.
Il 24 dicembre 2014 approda al Cagliari in qualità di vice di Gianfranco Zola, chiamato ad allenare la squadra sarda in sostituzione dell'esonerato Zdeněk Zeman. Il 9 marzo 2015, a seguito dell'esonero di Zola, viene licenziato insieme allo staff.
L'11 luglio assume il ruolo di vice di Zola all'Al-Arabi in Qatar. Il 27 giugno 2016 viene esonerato insieme al tecnico.
Il 14 dicembre segue Zola anche al Birmingham City ricoprendo ugualmente il ruolo di vice allenatore. Il 17 aprile 2017 entrambi si dimettono.

## Statistiche

### Presenze e reti nei club
| Stagione        | Squadra         | Campionato      | Campionato | Campionato | Coppe nazionali | Coppe nazionali | Coppe nazionali | Coppe continentali | Coppe continentali | Coppe continentali | Altre coppe | Altre coppe | Altre coppe | Totale | Totale |
| Stagione        | Squadra         | Comp            | Pres       | Reti       | Comp            | Pres            | Reti            | Comp               | Pres               | Reti               | Comp        | Pres        | Reti        | Pres   | Reti   |
| --------------- | --------------- | --------------- | ---------- | ---------- | --------------- | --------------- | --------------- | ------------------ | ------------------ | ------------------ | ----------- | ----------- | ----------- | ------ | ------ |
| 1985-1986       | Monza           | B               | 12         | 1          | CI              | 2               | 0               | -                  | -                  | -                  | -           | -           | -           | 14     | 1      |
| 1986-1987       | Monza           | C1              | 25         | 6          | CI              | 5               | 2               | -                  | -                  | -                  | -           | -           | -           | 30     | 8      |
| 1987-1988       | Monza           | C1              | 30         | 12         | CI+CI-C         | 4+4             | 0+2             | -                  | -                  | -                  | -           | -           | -           | 38     | 14     |
| 1988-1989       | Monza           | B               | 27         | 9          | CI              | 4               | 1               | -                  | -                  | -                  | -           | -           | -           | 31     | 10     |
| Totale Monza    | Totale Monza    | Totale Monza    | 94         | 28         |                 | 19              | 5               |                    | -                  | -                  |             | -           | -           | 113    | 33     |
| 1989-1990       | Juventus        | A               | 23         | 4          | CI              | 8               | 2               | CU                 | 11                 | 3                  | -           | -           | -           | 42     | 9      |
| 1990-1991       | Juventus        | A               | 24         | 8          | CI              | 4               | 2               | CdC                | 6                  | 4                  | SI          | 1           | 0           | 35     | 14     |
| 1991-1992       | Juventus        | A               | 33         | 7          | CI              | 8               | 1               | -                  | -                  | -                  | -           | -           | -           | 41     | 8      |
| 1992-1993       | Juventus        | A               | 18         | 1          | CI              | 6               | 1               | CU                 | 5                  | 3                  | -           | -           | -           | 29     | 5      |
| Totale Juventus | Totale Juventus | Totale Juventus | 98         | 20         |                 | 26              | 6               |                    | 22                 | 10                 |             | 1           | 0           | 147    | 36     |
| 1993-1994       | Lazio           | A               | 26         | 4          | CI              | 2               | 0               | CU                 | 3                  | 1                  | -           | -           | -           | 31     | 5      |
| 1994-1995       | Lazio           | A               | 34         | 12         | CI              | 6               | 3               | CU                 | 7                  | 0                  | -           | -           | -           | 47     | 15     |
| 1995-1996       | Lazio           | A               | 28         | 14         | CI              | 3               | 0               | CU                 | 4                  | 4                  | -           | -           | -           | 35     | 18     |
| 1996-1997       | Lazio           | A               | 24         | 8          | CI              | 4               | 2               | CU                 | 3                  | 1                  | -           | -           | -           | 31     | 11     |
| 1997-1998       | Lazio           | A               | 28         | 3          | CI              | 6               | 0               | CU                 | 10                 | 4                  | -           | -           | -           | 44     | 7      |
| Totale Lazio    | Totale Lazio    | Totale Lazio    | 140        | 41         |                 | 21              | 5               |                    | 27                 | 10                 |             | -           | -           | 188    | 56     |
| 1998-1999       | Chelsea         | PL              | 10         | 1          | FACup+CdL       | 0               | 0               | CdC                | 4                  | 0                  | SU          | 1           | 0           | 15     | 1      |
| 1999-2000       | Chelsea         | PL              | 0          | 0          | FACup+CdL       | 0               | 0               | UCL                | 0                  | 0                  | -           | -           | -           | 0      | 0      |
| Totale Chelsea  | Totale Chelsea  | Totale Chelsea  | 10         | 1          |                 | 0               | 0               |                    | 4                  | 0                  |             | 1           | 0           | 15     | 1      |
| Totale carriera | Totale carriera | Totale carriera | 342        | 90         |                 | 66              | 16              |                    | 53                 | 20                 |             | 2           | 0           | 463    | 126    |

### Cronologia presenze e reti in nazionale
| Cronologia completa delle presenze e delle reti in nazionale ― Italia | Cronologia completa delle presenze e delle reti in nazionale ― Italia | Cronologia completa delle presenze e delle reti in nazionale ― Italia | Cronologia completa delle presenze e delle reti in nazionale ― Italia | Cronologia completa delle presenze e delle reti in nazionale ― Italia | Cronologia completa delle presenze e delle reti in nazionale ― Italia | Cronologia completa delle presenze e delle reti in nazionale ― Italia | Cronologia completa delle presenze e delle reti in nazionale ― Italia |
| Data                                                                  | Città                                                                 | In casa                                                               | Risultato                                                             | Ospiti                                                                | Competizione                                                          | Reti                                                                  | Note                                                                  |
| --------------------------------------------------------------------- | --------------------------------------------------------------------- | --------------------------------------------------------------------- | --------------------------------------------------------------------- | --------------------------------------------------------------------- | --------------------------------------------------------------------- | --------------------------------------------------------------------- | --------------------------------------------------------------------- |
| 13-2-1991                                                             | Terni                                                                 | Italia                                                                | 0 – 0                                                                 | Belgio                                                                | Amichevole                                                            | -                                                                     |                                                                       |
| 21-12-1991                                                            | Foggia                                                                | Italia                                                                | 2 – 0                                                                 | Cipro                                                                 | Qual. Euro 1992                                                       | -                                                                     | 69’                                                                   |
| 19-2-1992                                                             | Cesena                                                                | Italia                                                                | 4 – 0                                                                 | San Marino                                                            | Amichevole                                                            | 1                                                                     |                                                                       |
| 25-3-1992                                                             | Torino                                                                | Italia                                                                | 1 – 0                                                                 | Germania                                                              | Amichevole                                                            | -                                                                     |                                                                       |
| 31-5-1992                                                             | New Haven                                                             | Italia                                                                | 0 – 0                                                                 | Portogallo                                                            | U.S. Cup 1992                                                         | -                                                                     | 71’                                                                   |
| 4-6-1992                                                              | Boston                                                                | Italia                                                                | 2 – 0                                                                 | Irlanda                                                               | U.S. Cup 1992                                                         | -                                                                     |                                                                       |
| 6-6-1992                                                              | Chicago                                                               | Stati Uniti                                                           | 1 – 1                                                                 | Italia                                                                | U.S. Cup 1992                                                         | -                                                                     |                                                                       |
| 9-9-1992                                                              | Eindhoven                                                             | Paesi Bassi                                                           | 2 – 3                                                                 | Italia                                                                | Amichevole                                                            | -                                                                     | 88’                                                                   |
| 20-1-1993                                                             | Firenze                                                               | Italia                                                                | 2 – 0                                                                 | Messico                                                               | Amichevole                                                            | -                                                                     | 83’                                                                   |
| 24-2-1993                                                             | Porto                                                                 | Portogallo                                                            | 1 – 3                                                                 | Italia                                                                | Qual. Mondiali 1994                                                   | 1                                                                     | 27’                                                                   |
| 22-9-1993                                                             | Tallinn                                                               | Estonia                                                               | 0 – 3                                                                 | Italia                                                                | Qual. Mondiali 1994                                                   | -                                                                     |                                                                       |
| 13-10-1993                                                            | Roma                                                                  | Italia                                                                | 3 – 1                                                                 | Scozia                                                                | Qual. Mondiali 1994                                                   | 1                                                                     |                                                                       |
| 17-11-1993                                                            | Milano                                                                | Italia                                                                | 1 – 0                                                                 | Portogallo                                                            | Qual. Mondiali 1994                                                   | -                                                                     |                                                                       |
| 16-2-1994                                                             | Napoli                                                                | Italia                                                                | 0 – 1                                                                 | Francia                                                               | Amichevole                                                            | -                                                                     | 46’                                                                   |
| 23-3-1994                                                             | Stoccarda                                                             | Germania                                                              | 2 – 1                                                                 | Italia                                                                | Amichevole                                                            | -                                                                     | 64’                                                                   |
| 27-5-1994                                                             | Parma                                                                 | Italia                                                                | 2 – 0                                                                 | Finlandia                                                             | Amichevole                                                            | 1                                                                     | 46’                                                                   |
| 23-6-1994                                                             | New York                                                              | Italia                                                                | 1 – 0                                                                 | Norvegia                                                              | Mondiali 1994 - 1º turno                                              | -                                                                     | 68’                                                                   |
| 28-6-1994                                                             | Washington                                                            | Italia                                                                | 1 – 1                                                                 | Messico                                                               | Mondiali 1994 - 1º turno                                              | -                                                                     | 46’                                                                   |
| 13-7-1994                                                             | New York                                                              | Italia                                                                | 2 – 1                                                                 | Bulgaria                                                              | Mondiali 1994 - Semifinale                                            | -                                                                     |                                                                       |
| 7-9-1994                                                              | Maribor                                                               | Slovenia                                                              | 1 – 1                                                                 | Italia                                                                | Qual. Euro 1996                                                       | -                                                                     |                                                                       |
| 8-10-1994                                                             | Tallinn                                                               | Estonia                                                               | 0 – 2                                                                 | Italia                                                                | Qual. Euro 1996                                                       | 1                                                                     |                                                                       |
| 16-11-1994                                                            | Palermo                                                               | Italia                                                                | 1 – 2                                                                 | Croazia                                                               | Qual. Euro 1996                                                       | -                                                                     |                                                                       |
| 21-12-1994                                                            | Pescara                                                               | Italia                                                                | 3 – 1                                                                 | Turchia                                                               | Amichevole                                                            | -                                                                     | 85’                                                                   |
| 29-3-1995                                                             | Kiev                                                                  | Ucraina                                                               | 0 – 2                                                                 | Italia                                                                | Qual. Euro 1996                                                       | -                                                                     | 62’                                                                   |
| 26-4-1995                                                             | Vilnius                                                               | Lituania                                                              | 0 – 1                                                                 | Italia                                                                | Qual. Euro 1996                                                       | -                                                                     |                                                                       |
| 19-6-1995                                                             | Losanna                                                               | Svizzera                                                              | 0 – 1                                                                 | Italia                                                                | Torneo del Centenario della Federazione Svizzera                      | 1                                                                     |                                                                       |
| 21-6-1995                                                             | Zurigo                                                                | Italia                                                                | 0 – 2                                                                 | Germania                                                              | Torneo del Centenario della Federazione Svizzera                      | -                                                                     |                                                                       |
| 15-11-1995                                                            | Reggio Emilia                                                         | Italia                                                                | 4 – 0                                                                 | Lituania                                                              | Qual. Euro 1996                                                       | -                                                                     | 46’                                                                   |
| 24-1-1996                                                             | Terni                                                                 | Italia                                                                | 3 – 0                                                                 | Galles                                                                | Amichevole                                                            | 1                                                                     | 73’                                                                   |
| 29-5-1996                                                             | Cremona                                                               | Italia                                                                | 2 – 2                                                                 | Belgio                                                                | Amichevole                                                            | -                                                                     | 46’                                                                   |
| 1-6-1996                                                              | Budapest                                                              | Ungheria                                                              | 0 – 2                                                                 | Italia                                                                | Amichevole                                                            | 1                                                                     |                                                                       |
| 11-6-1996                                                             | Liverpool                                                             | Russia                                                                | 1 – 2                                                                 | Italia                                                                | Euro 1996 - 1º turno                                                  | 2                                                                     | 79’                                                                   |
| 14-6-1996                                                             | Liverpool                                                             | Rep. Ceca                                                             | 2 – 1                                                                 | Italia                                                                | Euro 1996 - 1º turno                                                  | -                                                                     | 57’                                                                   |
| 19-6-1996                                                             | Manchester                                                            | Germania                                                              | 0 – 0                                                                 | Italia                                                                | Euro 1996 - 1º turno                                                  | -                                                                     |                                                                       |
| 5-10-1996                                                             | Chișinău                                                              | Moldavia                                                              | 1 – 3                                                                 | Italia                                                                | Qual. Mondiali 1998                                                   | 1                                                                     |                                                                       |
| 9-10-1996                                                             | Perugia                                                               | Italia                                                                | 1 – 0                                                                 | Georgia                                                               | Qual. Mondiali 1998                                                   | -                                                                     |                                                                       |
| 6-11-1996                                                             | Sarajevo                                                              | Bosnia ed Erzegovina                                                  | 2 – 1                                                                 | Italia                                                                | Amichevole                                                            | -                                                                     | 46’                                                                   |
| 22-1-1997                                                             | Palermo                                                               | Italia                                                                | 2 – 0                                                                 | Irlanda del Nord                                                      | Amichevole                                                            | -                                                                     | 58’                                                                   |
| 12-2-1997                                                             | Londra                                                                | Inghilterra                                                           | 0 – 1                                                                 | Italia                                                                | Qual. Mondiali 1998                                                   | -                                                                     | 76’                                                                   |
| 4-6-1997                                                              | Nantes                                                                | Italia                                                                | 0 – 2                                                                 | Inghilterra                                                           | Torneo di Francia                                                     | -                                                                     |                                                                       |
| 11-6-1997                                                             | Parigi                                                                | Italia                                                                | 2 – 2                                                                 | Francia                                                               | Torneo di Francia                                                     | 1                                                                     | 77’                                                                   |
| 10-9-1997                                                             | Tbilisi                                                               | Georgia                                                               | 0 – 0                                                                 | Italia                                                                | Qual. Mondiali 1998                                                   | -                                                                     | 64’                                                                   |
| 15-11-1997                                                            | Napoli                                                                | Italia                                                                | 1 – 0                                                                 | Russia                                                                | Qual. Mondiali 1998                                                   | 1                                                                     |                                                                       |
| 22-4-1998                                                             | Parma                                                                 | Italia                                                                | 3 – 1                                                                 | Paraguay                                                              | Amichevole                                                            | -                                                                     | 56’                                                                   |
| Totale                                                                |                                                                       | Presenze (60º posto)                                                  | 44                                                                    |                                                                       | Reti (23º posto)                                                      | 13                                                                    |                                                                       |

### Statistiche da allenatore

#### Club
| Stagione        | Squadra         | Campionato      | Campionato | Campionato | Campionato | Campionato | Coppe nazionali | Coppe nazionali | Coppe nazionali | Coppe nazionali | Coppe nazionali | Coppe continentali | Coppe continentali | Coppe continentali | Coppe continentali | Coppe continentali | Altre coppe | Altre coppe | Altre coppe | Altre coppe | Altre coppe | Totale | Totale | Totale | Totale | % Vittorie |
| Stagione        | Squadra         | Comp            | G          | V          | N          | P          | Comp            | G               | V               | N               | P               | Comp               | G                  | V                  | N                  | P                  | Comp        | G           | V           | N           | P           | G      | V      | N      | P      | %          |
| --------------- | --------------- | --------------- | ---------- | ---------- | ---------- | ---------- | --------------- | --------------- | --------------- | --------------- | --------------- | ------------------ | ------------------ | ------------------ | ------------------ | ------------------ | ----------- | ----------- | ----------- | ----------- | ----------- | ------ | ------ | ------ | ------ | ---------- |
| 2003-mar. 2004  | Legnano         | C2              | 27         | 6          | 10         | 11         | CI-C            | 6               | 2               | 3               | 1               | -                  | -                  | -                  | -                  | -                  | -           | -           | -           | -           | -           | 33     | 8      | 13     | 12     | 24,24      |
| Totale carriera | Totale carriera | Totale carriera | 27         | 6          | 10         | 11         |                 | 6               | 2               | 3               | 1               |                    | -                  | -                  | -                  | -                  |             | -           | -           | -           | -           | 33     | 8      | 13     | 12     | 24,24      |

#### Nazionale
| Squadra         | Naz               | dal            | al              | Record | Record | Record | Record     | Record | Record | Record | Record |
| G               | V                 | N              | P               | GF     | GS     | DR     | % Vittorie |        |        |        |        |
| --------------- | ----------------- | -------------- | --------------- | ------ | ------ | ------ | ---------- | ------ | ------ | ------ | ------ |
| Italia U-21     | Italia (bandiera) | 24 luglio 2006 | 20 ottobre 2010 | 47     | 26     | 14     | 7          | 78     | 41     | +37    | 55,32  |
| Italia Olimpica | Italia (bandiera) | 1º agosto 2008 | 24 agosto 2008  | 4      | 2      | 1      | 1          | 8      | 3      | +5     | 50,00  |
| Totale          | Totale            | Totale         | Totale          | 51     | 28     | 15     | 8          | 86     | 44     | +42    | 54,90  |

## Palmarès

### Giocatore

#### Club

##### Competizioni nazionali
- Coppa Italia Serie C: 1

Monza: 1987-1988
- Coppa Italia: 2

Juventus: 1989-1990
Lazio: 1997-1998
- Coppa d'Inghilterra: 1

Chelsea: 1999-2000

##### Competizioni internazionali
- Coppa UEFA: 2

Juventus: 1989-1990, 1992-1993
- Supercoppa UEFA: 1

Chelsea: 1998

### Allenatore

#### Nazionale
- Torneo di Tolone: 1

2008